# Келлей Філмер
Келлей Філмер (англ. Caileigh Filmer; нар. 18 грудня 1996) — канадська веслувальниця, бронзова призерка Олімпійських ігор 2020 року.

## Виступи на Олімпіадах
| Олімпіада           | Дисципліна | Місце |
| ------------------- | ---------- | ----- |
| Ріо-де-Жанейро 2016 | вісімки    | 5     |
| Токіо 2020          | двійки     | 3     |
| Париж 2024          | вісімки    | 2     |

## Зовнішні посилання
- Келлей Філмер на сайті World Rowing (англійська)
- Келлей Філмер на сайті Olympics.com (англійська)
- Келлей Філмер на сайті Olympedia (англійська)
- Келлей Філмер на сайті Canadian Olympic Committee (англійська)